# Shahrestān-e Lordegān
Shahrestān-e Lordegān (persiska: شهرستان لردگان, لردگان) är en shahrestan, delprovins, i Iran.   Den ligger i provinsen Chahar Mahal och Bakhtiari, i den centrala delen av landet, 500 km söder om huvudstaden Teheran.
Delprovinsen hade 209 681 invånare 2016.